# Kościół Najświętszej Maryi Panny Królowej Polski w Tomaszowie Mazowieckim
Kościół Najświętszej Maryi Panny Królowej Polski w Tomaszowie Mazowieckim – rzymskokatolicki kościół parafialny należący do parafii pod tym samym wezwaniem (dekanat tomaszowski archidiecezji łódzkiej).
Jest to świątynia wzniesiona w latach 1981–1987 w stylu współczesnym według projektu architekta L. Taraszkiewicza z Gdańska. 28 września 1982 roku biskup Władysław Ziółek poświęcił dolną świątynię; z kolei w dniu 15 maja 1983 roku biskup Józef Rozwadowski poświęcił górną świątynię. 7 października 1983 roku ten sam biskup ustanowił tytuł świątyni. Budowla została konsekrowana 31 maja 1987 roku przez biskupa Władysława Ziółka.
Do wyposażenia świątyni należą: ołtarze granitowo-marmurowe w dolnym i górnym kościele, organy, cztery dzwony, ławki w dolnym i górnym kościele; witraże wokół prezbiterium górnej świątyni; Droga Krzyżowa, instalacje nagłaśniające w górnej i dolnej świątyni.